# Подгурский, Николай Люцианович
Николай Люцианович (Константинович) Подгурский (Ревель, 13 августа 1877 — Ревель,1 ноября 1918) — офицер Русского императорского флота, контр-адмирал, герой обороны г. Высокая в Порт-Артуре.

## Биография
Из дворян Виленской губернии. Родился в семье инженера-механика капитана 1-го ранга Л. М. Подгурского.
- 1894 — Поступил в службу.
- 15 сентября 1897 — Окончил Морской кадетский корпус 24-м по успеваемости. Произведен в мичманы и зачислен в 3-й флотский экипаж.
- 15 октября-1 ноября 1897 — Вахтенный офицер эскадренного броненосца «Петропавловск».
- 1 июня-31 августа 1898 — Вахтенный начальник миноносца «Сокол».
- 3 января 1899 — Вахтенный начальник миноносца № 120 в Отдельном отряде судов Средиземного моря.
- 17 июля 1899 — Вахтенный начальник эскадренного броненосца «Император Александр II».
- 13 августа-1 ноября 1899 — Вахтенный начальник миноносца № 120.
- 1-25 ноября 1899 — Вахтенный начальник эскадренного броненосца «Император Александр II».
- 13 марта-26 апреля 1900 — Вахтенный начальник эскадренного броненосца «Император Александр II».
- 26 апреля-6 августа 1900 — Вахтенный начальник миноносца № 120.
- 18 января-5 сентября 1901 — Вахтенный начальник и ротный командир клипера «Пластун» с прикомандированием к 13-му флотскому экипажу.
- 29 сентября 1901-11 октября 1902 — Слушатель Минных классов.
- 6 декабря 1901 — Лейтенант.
- 11 октября 1902— 29 ноября 1904 — Старший минный офицер крейсера «Баян».
- 1 января 1903 — Минный офицер.
- 9 октября 1903 — Минный офицер 1-го разряда.
- 27 января-20 декабря 1904 — Участвовал в обороне Порт-Артура. На сухопутном фронте был несколько раз ранен и контужен. После сдачи крепости в плену не был, убыл на Балтийский флот.
  - 31 марта 1904 — Отличился при спасении команды миноносца «Страшный».
  - 27 ноября 1904 — Заведующий изготовлением «ручных бомбочек».
- 27 апреля-3 ноября 1905 — Командир миноносца № 74, охранявшего Петергоф.
- 9 января 1906 — Обер-офицер Стратегической части Военно-морского учебного отдела ГМШ.
- 1 мая 1906—28 мая 1907 — Помощник старшего офицера крейсера «Богатырь».
- 2 июня 1907 — Зачислен слушателем Офицерских классов Учебного отряда подводного плавания.
- 11 июня 1907 — Старший лейтенант.
- 7 декабря 1907 — Окончил курсы с зачислением в офицеры подводного плавания.
- 21 января 1908 — Причислен к 8-му флотскому экипажу.
- 11 марта 1908 — Переведён в 9-й флотский экипаж с назначением помощником командира строящейся подводной лодки «Аллигатор».
- 11 июня 1908-24 мая 1909 — Командир строящейся подводной лодки «Дракон».
- 1 октября 1908 — Переведён в 1-й Балтийский флотский экипаж.
- 25 мая 1909-17 марта 1910 — Командир миноносца «Ретивый».
- 3 мая 1910 — Флагманский минный офицер штаба командующего Отрядом судов, назначенных для плавания с гардемаринами и кадетами Морского Корпуса в кампанию 1910 года.
- 15-25 августа 1910 — В плавании на транспорте «Океан» в распоряжении начальника действующего флота Балтийского моря.
- 29 апреля 1911 — Назначен в плавание на суда Учебного отряда Морского корпуса.
- 1 мая-20 июня 1911 — Младший минный офицер крейсера «Россия».
- 20-26 июня 1911 — Младший минный офицер крейсера «Богатырь».
- 1 мая-26 июня 1911 — Преподаватель электротехники гардемаринам.
- 28 июня 1911 — И. о. старшего офицера крейсера «Россия».
- 9 декабря 1911-30 августа 1912 — Старший офицер крейсера «Россия».
- 22 ноября 1911 — Капитан-лейтенант.
- 6 декабря 1911 — Капитан 2-го ранга.
- Декабрь 1912-январь 1913 — Командировка в Париж.
- 14 января 1913-20 июля 1914 — Командир эскадренного миноносца «Генерал Кондратенко».
- 20 июля 1914-30 марта 1915 — Командир крейсера «Россия».
- 15 августа 1914 — Капитан 1-го ранга «за отличие» (старшинство 06.12.1912).
- 23 марта 1915 — Командующий бригадой подводных лодок Балтийского моря.
- 10 апреля 1915 — Присвоен брейд-вымпел.
- 10 апреля-7 декабря 1915 — Начальник Учебного отряда подводного плавания.
- 15 апреля 1915-4 ноября 1916 — Командующий дивизией подводных лодок Балтийского моря.
- 4 ноября 1916-апрель 1918 — Начальник отряда судов и охраны Ботнического залива.
- 6 декабря 1916 — Контр-адмирал «за отличие со старшинством на основании Высочайшего повеления 23 Декабря 1913 года».
- Март 1917 — Поселился с семьей в г. Ваза, Финляндия.
- 28 января-1 февраля 1918 — Помогал Маннергейму разоружать русские гарнизоны в Финляндии.

Осенью 1918 года отправился в Ревель для покупки коммерческого парохода, намереваясь заняться торговым пароходством. Умер от воспаления лёгких 1 ноября 1918 года. Похоронен в Ревеле на кладбище Александра Невского.

### Участие в обороне Порт-Артура
Во время обороны крепости явился инициатором использования катерных минных аппаратов для обстрела неприятельских траншей. Во время обороны г. Высокая предложил использовать шаровые гальвано-ударные мины для разрушения полевых укреплений противника у подножия горы, чем отсрочил падение этого опорного пункта на два месяца.

### Участие в событиях Гражданской войны в Финляндии
На начальном периоде начавшейся в Финляндии Гражданской войны оказал неоценимую помощь финским националистам (белофиннам). Благодаря его действиям разоружение русских войск на севере с 29 по 31 января 1918 года проходило легко и мирно. Николай Люцианович лично помогал генералу Маннергейму в разоружении гарнизона в Ваасе, где находилось в то время бежавшее из восставшего Хельсинки Правительство Финской республики. По сути подразделения Шюцкора получили наибольшую часть вооружения именно благодаря действиям Подгурского.

## Отличия
- Греческий орден Спасителя кавалерский крест (1900)
- Орден Святой Анны 4-й степени (21.04.1904) «за спасение команды погибшего миноносца „Страшный“, бывшего под огнём 6 неприятельских крейсеров и 4 миноносцев»
- Орден Святой Анны 3-й степени с мечами и бантом (18.09.1904)
- Орден Святого Георгия 4-й степени (25.09.1904) «в воздаяние мужества и храбрости, оказанных при четырехдневном штурме японцами крепости Порт-Артур (06-10.09.1904)»
- Орден Святого Станислава 2-й степени с мечами (15.12.1904)
- Золотое оружие «За храбрость» (10.01.1905) «за отличие в делах против японцев под Порт-Артуром»
- Орден Святого Владимира 4-й степени с мечами и бантом (12.12.1905)
- Тунисский орден Нишан-Ифтикар офицерский крест (1907)
- Орден Святого Владимира 3-й степени с мечами (09.02.1915)
- Английский орден Святого Михаила и Георгия 3-го класса (1916)
- Английский орден Бани 3-го класса (1916)